# Société française de génie des procédés
La Société française de génie des procédés (SFGP) est une association loi de 1901 qui regroupe tous les professionnels exercant dans le domaine du génie des procédés venant de nombreux secteurs d'activité tels la chimie, le pétrole, la pharmacie, l'environnement, la biotechnologie, l'agroalimentaire, la métallurgie et l'agrochimie. Elle compte environ cinq cents membres.
Elle propose la collection d'ouvrages scientifiques Récents progrès en génie des procédés (Éd. Tec & Doc Lavoisier).
Les missions de la SFGP sont multiples :
- promouvoir le génie chimique ;
- favoriser les échanges entre universitaires, enseignants chercheurs, industriels développant et exploitant des procédés, entreprises d'ingénierie et équipementiers au niveau national, européen et mondial ;
- constituer un réseau d'experts afin de répondre aux enjeux sociétaux et aux besoins d’innovation des industries de procédé ;
- se montrer force de proposition pour les décideurs politiques et institutionnels.

Les activités de la SFGP s'appuient sur les travaux de ses Groupes thématiques, les « GT », ses événements de prospective scientifique, les « journées Cathala-Letort », le congrès national de la SFGP tous les deux ans,  et ses activités européennes dans le cadre de l'European Federation of Chemical Engineering (EFCE) et de l'European Society of Biochemical Engineering Sciences (ESBES).
Les dix-sept groupes thématiques constituent le groupe de réflexion scientifique du SFGP. Ils développent son image en contribuant au progrès scientifique et technologique dans le domaine du génie chimique. Les groupes thématiques sont :
- Cycle de vie et recyclage des matériaux ;
- Écosystèmes industriels ;
- Élaboration de matériaux métalliques ;
- Énergie ;
- Génie de la polymérisation ;
- Procédés biologiques et agroalimentaire ;
- Génie du produit ;
- Génie de la réaction et intensification de procédé ;
- Innovation ;
- Procédés de séparation et membranes ;
- Sécurité des procédés ;
- Mise en forme et mise en œuvre des solides particulaires ;
- Thermodynamique ;
- Procédés de traitement de l’air et de l'eau ;
- Procédés de traitement des déchets, boues et sols pollués.

Séminaires prospectifs : les journées Cathala-Letort
Lieu d'échanges avec les industriels, ces séminaires traitent des grands challenges scientifiques, présentent les innovations et les réussites de la communauté du Génie des procédés, et proposent des axes de recherche et développement.
Congrès SFGP
Le Congrès national de la Société française de génie des procédés se tient tous les deux ans, dans l’une des grandes régions de l’association. Réunissant 500 à 700 participants, le congrès SFGP est le lieu de conférences plénières, de tutoriels organisés par ses Groupes thématiques et de sessions « jeunes chercheurs » tournées vers les employeurs. C’est aussi le lieu de la remise du prix de Thèse SFGP, sur sélection des thèses en Génie des procédés soutenues l’année précédant le congrès.
EFCE et ESBES
La SFGP assure le secrétariat scientifique de la Fédération européenne de génie chimique et de la Société européenne des sciences du génie biochimique. Les groupes thématiques de la SFGP travaillent en étroite collaboration avec les groupes de travail et les sections de l'EFCE et de l'ESBES. Le président de la SFGP représente également la France au World Chemical Engineering Council (WCEC).